# Церковь в селе Кум
Гумская базилика — трёхнефный, купольный христианский храм VI—VII веков исторической Албании, расположенный в селении Гум Гахского района Азербайджана. Имеет типологические сходства с некоторыми более ранними храмами в Армении и Грузии.

## История
Гумская базилика является одним из самых ранних исследованных памятников христианского периода Кавказской Албании. Впервые в научный обиход памятник был введён А.С.Хахановым, который дал его краткое описание в отчёте экспедиции на Кавказ. Впоследствии базилика была основательно обследована и изучена П.Д.Барановским, который датировал храм VI веком и Г.Н.Чубинашвили.
Базилика идентифицируется с храмом, построенным в посёлке Гоменк, упоминаемом в произведении Мовсеса Каганкатваци «История страны Алуанк». По одной из версий памятник был построен по указанию правителя Кавказской Албании Вачагана III Благочестивого на месте убийства огнепоклонниками палестинского христианского миссионера Елисея.

## Архитектурные особенности
Вид развалин базилики с восточной стороны
  
Развалины колоннад галереи базилики (слева) и 
 фасадный вид руин алтарной 
части храма (справа)
Развалины храма находятся в центре селения Гум Гахского района. До наших дней дошёл лишь основной объём трёхнефной базилики с сохранившимся местами перекрытием. О существовавшей некогда трёхсторонний галерее напоминают фрагменты стен небольших восточных приделов и остатки столбов западной галереи.
Внутренний объём состоит из прямоугольного зала (36,5 x 19,3), разделённого на три нефа двумя парами «Г»-образных, свободно стоящих столбов и парой сильно выступающих пилястр.
Средний неф почти в три раза шире остальных и на востоке завершается алтарной частью с выступающей подковообразной в плане апсидой. Боковые нефы переходят в квадратные приделы, в которых сохранились перекрытия в виде сомкнутого свода. Основной объём был окружён трехсторонним обходом, образующим на южном, северном и западном фасадах галереи. В восточной части северной и южной галерей расположены удлинённые комнаты с апсидами, выступающими на восточном фасаде.
Стены храма возведены из синеватого и тёмно-зелёного булыжника с соблюдением прямых рядов кладки. В конструкциях также использован обожжённый квадратный кирпич. Местами, где выпали камни наружной облицовки, обнажилось гяжевое бутобетонное заполнение. Сочетание кирпича с булыжником в кладке стен храма дало основание Чубинашвили датировать храм VIII-IX веками.
Между тем И .А. Бабаев отмечает: «…надо учесть, что в Азербайджане ещё с древнейших времён применялось сочетание кирпича-сырца с булыжником, например в Кюльтепе II, а обожжённый кирпич обнаружен в постройках Кавказской Албании I века нашей эры».
По мнению Г. Мамедовой, ещё в первых веках н. э. в традиционном сочетании кирпич-булыжник, сырец мог быть заменён вошедшим в использование обожжённым кирпичом. Такое сочетание стенового материала имеют и Бешбармакские укрепления, строительство которых относится к доарабскому периоду.
«Т»-образные в плане архаичные внутренние устои храма сложены из бутобетонной массы с облицовкой квадратным кирпичом. Перекрытия большей частью не сохранились. Исследователи указывают на коробовые своды боковых нефов. Перекрытие среднего нефа опиралось на стены, возведённые над арками, переброшенными между столбами и от них к пилястрам западной стены и алтарным выступам. Продольные арки сохранились, а на существование поперечных указывают бутобетонные полосы, выступающие на продольных стенах и продолжающие вертикаль столбов.
Исследователи Гумской базилики реставрировали её несохранившееся перекрытие в виде деревянного со скатной стропильной кровлей.